# Psjaks
Psjaks (Psiaks, Psiax), zwany dawniej Malarzem Menona (II poł. VI wieku p.n.e.) - grecki malarz wazowy, działający w Atenach w l. ok. 525-510 p.n.e.
Reprezentant tzw. stylu czerwonofigurowego surowego, tworzył także w stylu czarnofigurowym i w innych, wówczas znanych technikach. Najprawdopodobniej był uczniem Amazisa. Sygnatury Psjaksa znajdują się na kilkunastu zachowanych wazach, głównie pochodzących z pracowni garncarza Hilinosa. Dwie z ozdobionych przez niego waz wyszły spod ręki garncarza Andokidesa, w którego warsztacie, jak się uważa, narodził się styl czerwonofigurowy. 
Psjaks był pierwszym malarzem wazowym przedstawiającym ciało ludzkie w złożonych pozycjach. Ten styl przedstawiania postaci przejęli od niego twórcy z wczesnego okresu rozwoju stylu czerwonofigurowego, w tym najwybitniejszy z nich Eufronios, który był najprawdopodobniej uczniem Psjaksa. Wykonane przez Psjaksa malowidła cechuje też pewna swoboda, widoczna zwłaszcza w kreśleniu draperii szat.

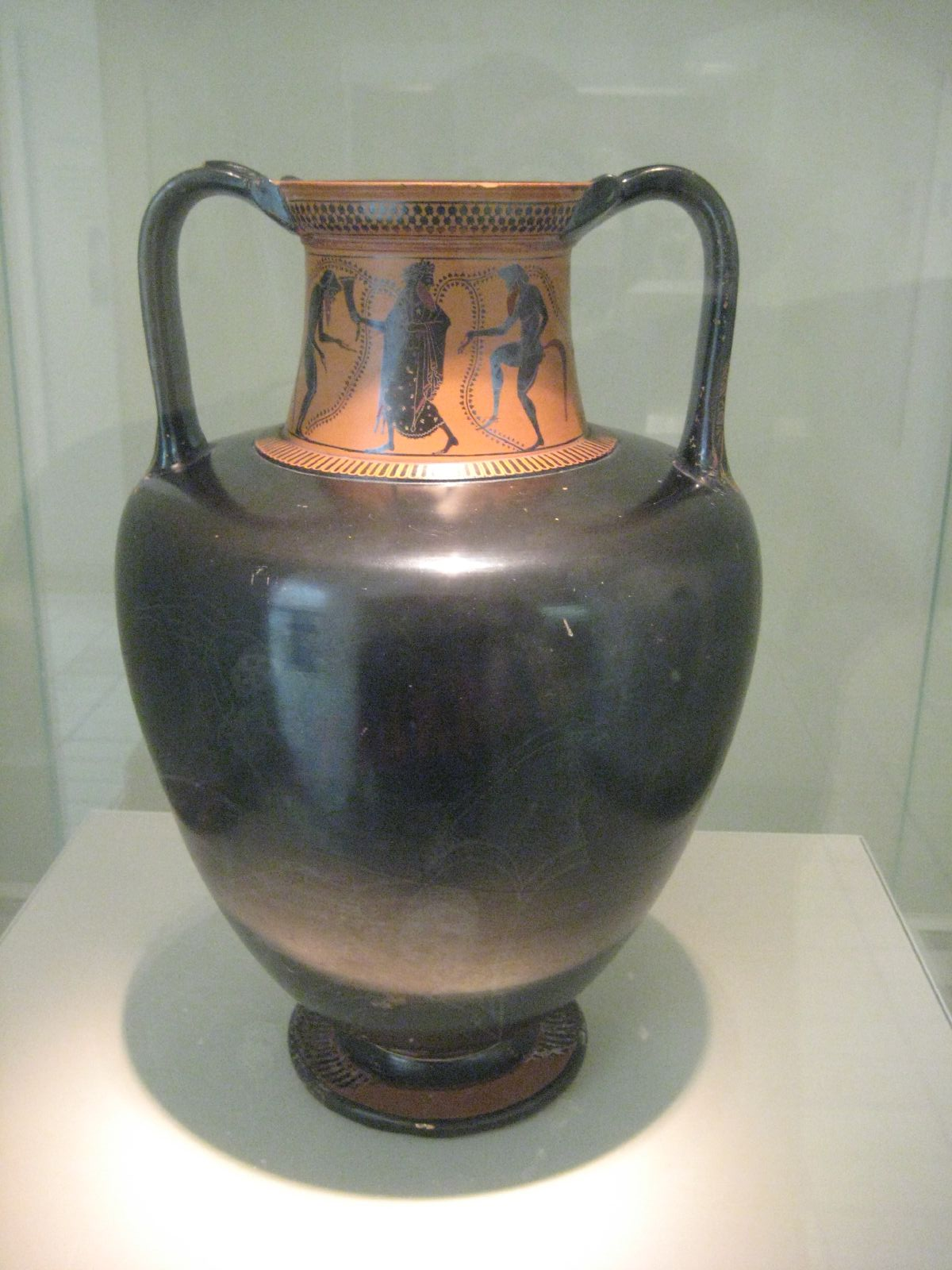
Dionizos i dwóch satyrów; Muzeum Brytyjskie
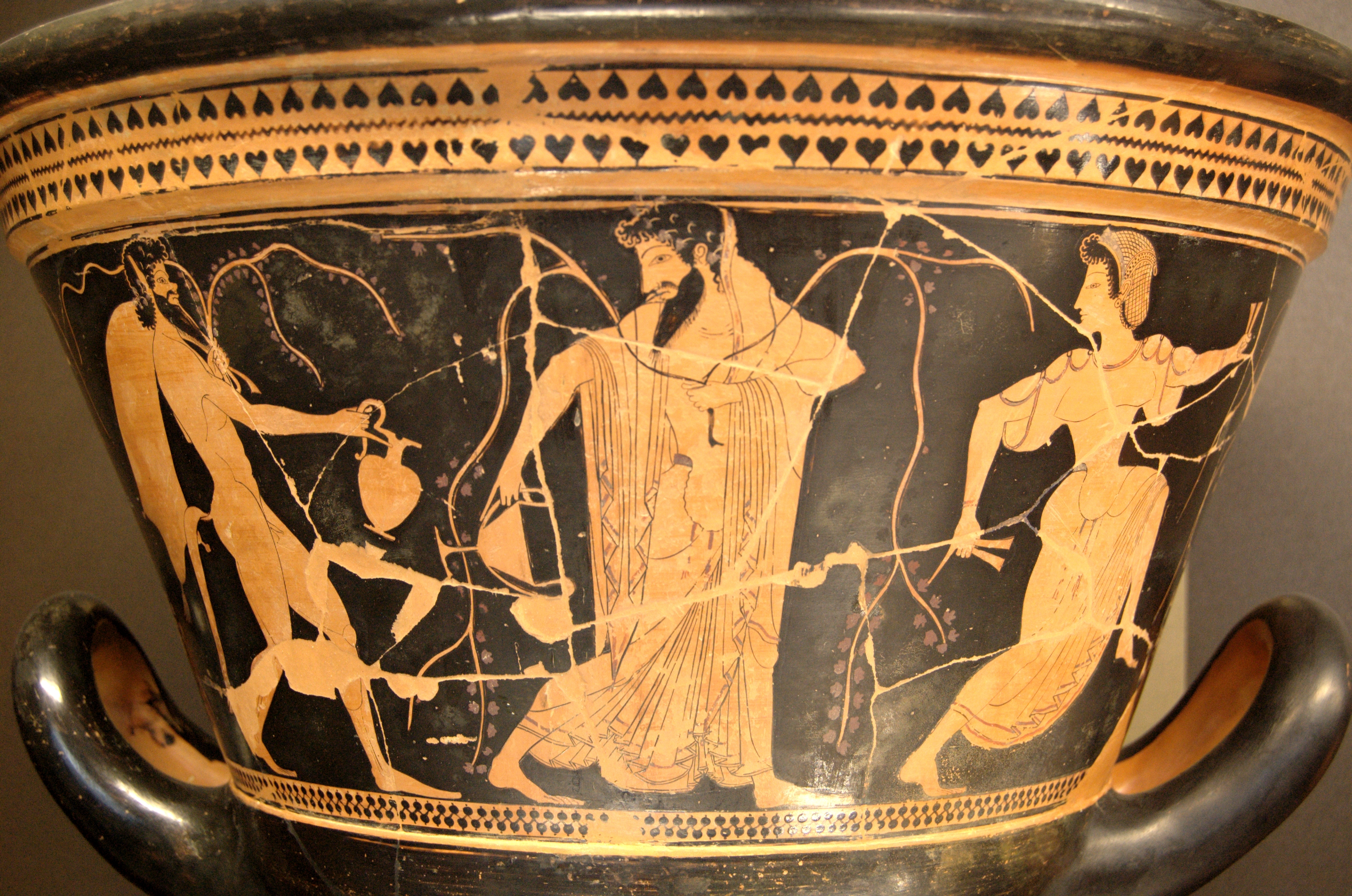
Dionizos, satyr i menada; Luwr
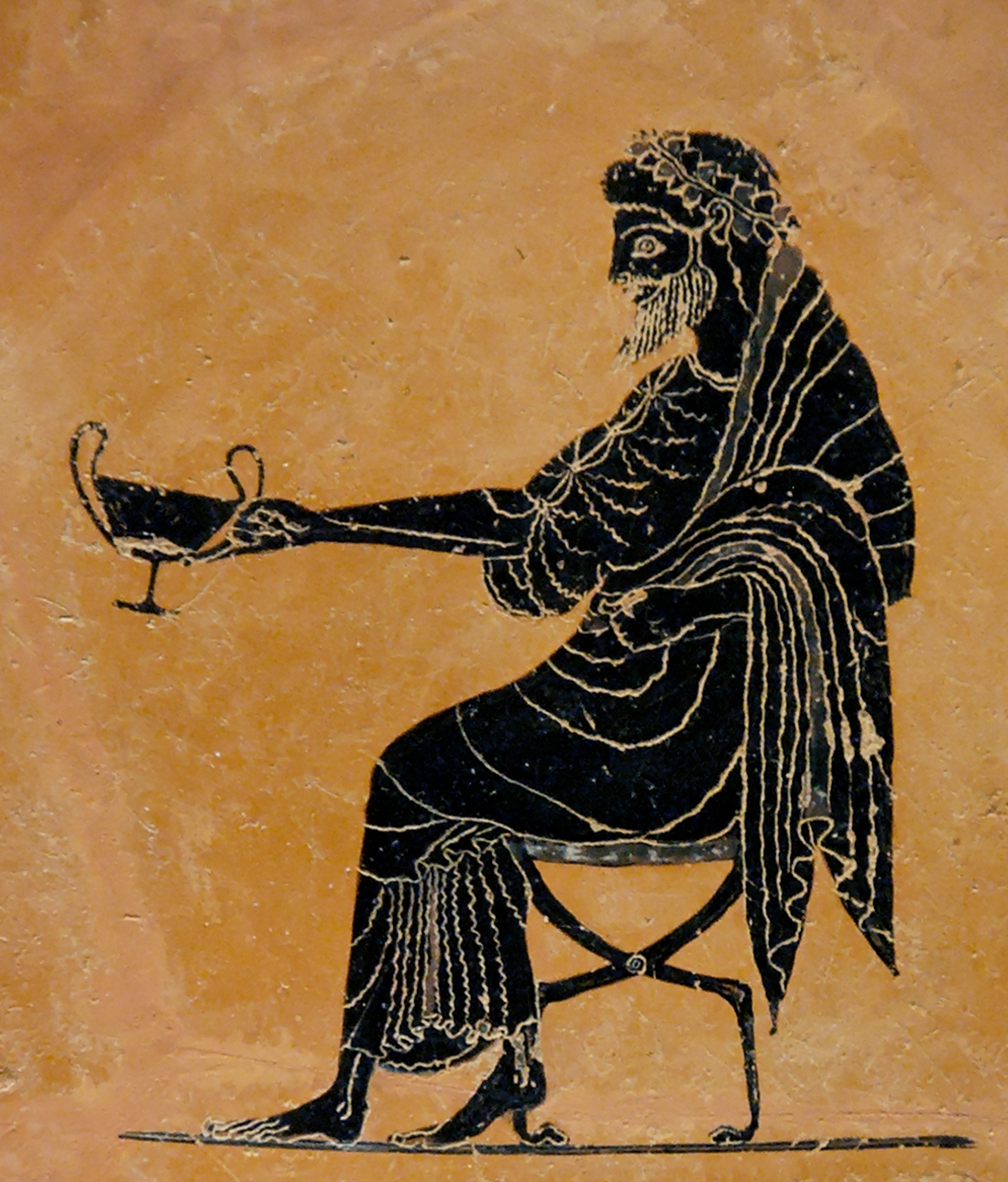
Dionizos dzierżący kantaros; Muzeum Brytyjskie